# Estación Niihama
La estación Niihama (新居浜駅 Niihama-eki?) es una estación de la línea Yosan de la Japan Railways que se encuentra en la ciudad de Niihama de la prefectura de Ehime. El código de estación es el "Y29".

## Características

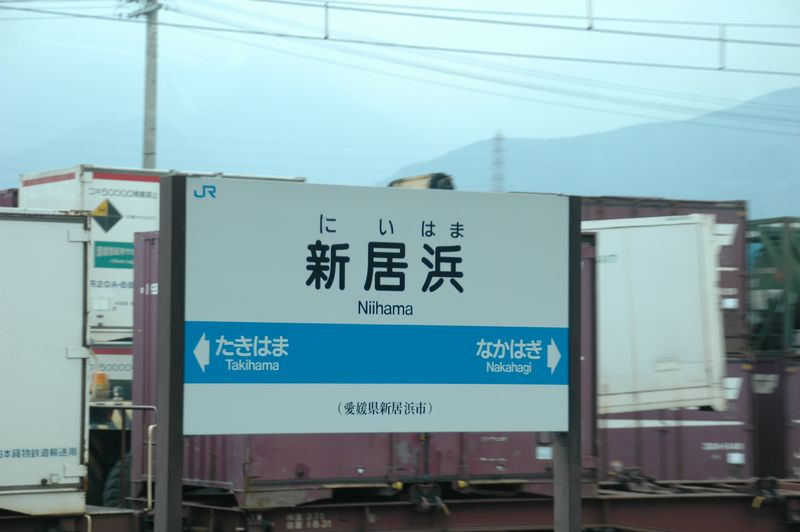
Cartel de la Estación Niihama.

En esta estación paran todos los servicios (tanto comunes como rápidos).
En materia administrativa está a cargo de las estaciones que carece de personal de la región de Tōyō (東予地方 Tōyo-chihō?) de la Japan Railways.

## Estación de pasajeros
Cuenta con dos plataformas, una plataforma con vías a ambos lados (andenes 1 y 2) y otra plataforma con vías de un solo lado (andén 3). 
El edificio de la estación y el área de control de boletos se encuentran del lado norte. Es una estación que cuenta con personal.
La estación posee un local de ventas de pasajes de la Japan Railways hacia cualquier estación de Japón. Además hay varios locales comerciales, entre los que se destacan la panadería Willie Winkie y la agencia de viajes de la Japan Railways.

### Andenes
| 1 | ● Línea Yosan | | Hacia Iyomishima, Kawanoe, Kanonji, Marugame, Takamatsu y Okayama (incluye todos los servicios rápidos) |
| 1 | ● Línea Yosan | Hacia Saijō, Imabari, Matsuyama, Yawatahama y Uwajima (incluye la mayor parte de los servicios rápidos) | |
| 2 | ● Línea Yosan | | Hacia Saijō, Imabari, Matsuyama, Yawatahama y Uwajima (incluye unos pocos servicios rápidos)            |
| 3 | ● Línea Yosan | | Hacia Iyomishima, Kawanoe y Kanonji (sólo algunos servicios comunes)                                    |
| 3 | ● Línea Yosan | Hacia Saijō, Imabari, Hōjō y Matsuyama (sólo algunos servicios comunes)                                 | |

Básicamente se utiliza el andén 1 para ambos sentidos, en el caso de haber trasbordos la formación que se dirige hacia la ciudad de Matsuyama ingresa al andén 2. El Andén 3 lo utilizan los servicios comunes para ceder el paso a los servicios rápidos.
Al andén 1 se accede directamente tras atravesar el área de control de boletos. Para acceder a los andenes 2 y 3 es necesario utilizar las escaleras ya que no cuenta con ascensores ni escaleras mecánicas.

## Estación de cargas
Se encuentra del lado sur de las vías. Se realiza el transporte de contenedores, con una salida de aproximadamente 121.000 y una llegada de 52.000 toneladas anuales. Es el segundo de la región de Shikoku en cuanto a volumen, tras la estación Terminal de Cargas Takamatsu (高松貨物ターミナル駅 Takamatsu Kamotsutāminaru-eki?).
Puede operar con contenedores de 12, 20 y 30 pies de altura, así como los contenedores de 20 pies que cumplen las normas ISO para el transporte marítimo.
Además cuenta con la autorización para el manejo de residuos industriales.

## Alrededores de la estación
- Oficina de la ciudad de Niihama de la Cooperativa Agrícola de Japón (農協協同組合 Nōkyō Kyōdō-kumi'ai?)
- Oficina de correos de la estación de Niihama
- Comisaría de la estación de Niihama

## Historia
- 1921: el 21 de junio se inaugura la estación Niihama, en simultáneo con la inauguración del tramo entre las estaciones de Iyodoi e Iyosaijō.
- 1987: el 1° de abril pasa a ser una estación de las divisiones Ferrocarriles de Pasajeros de Shikoku y Ferrocarriles de Carga de la Japan Railways.

## Estación anterior y posterior
- Línea Yosan 
  - Estación Takihama (Y28)  <<  Estación Niihama (Y29)  >>  Estación Nakahagi (Y30)